# Cry (cântec)
„Cry” este un disc single al cântărețului american Michael Jackson, lansat în 2001, pe albumul Invincible produs de R. Kelly.

## Detalii
Piesa a fost al doilea disc single al albumului Invincible, lansat doar în Europa, Australia și Canada. Acesta a ajuns pe locul 25 în clasamentul UK Singles Chart.